# Jaume Mercadé
Jaume Mercadé i Queralt (Valls (Tarragona), 1887 - Barcelona, 1967) fue un pintor y orfebre español. Discípulo de Francesc d'Assís Galí, desde 1919 fue profesor de joyería y orfebrería en la Escuela de Artes y Oficios de la Mancomunidad. Realizó su primera exposición individual en las Galeries Laietanes de Barcelona (1916). Iniciado en el fauvismo, después recibió la influencia del novecentismo. Su obra destaca por la serenidad y el equilibrio, dentro de una comedida modernidad.
En el Museo Nacional de Arte de Cataluña se pueden ver algunas pinturas´suyas así como también algunas joyas realizadas en colaboración con Emili Armengol i Gall y Manolo Hugué.